# Constitution de la Macédoine du Nord
Lire en ligne

Consulter

La Constitution de la république de Macédoine du Nord (en macédonien Устав на Република Северна Македонија) a été proclamée officiellement par l'Assemblée le 17 novembre 1991 en remplacement de la constitution de 1974, qui concernait la république socialiste de Macédoine et qui remplaçait elle-même un texte de 1946.

## Contenu
La constitution a été adoptée après un référendum qui s'est tenu le 8 septembre 1991 et qui proposait l'indépendance de la république. Elle fonde un nouvel État qui s'appuie sur la primauté du droit, le respect des droits de l'homme et des libertés, la séparation des pouvoirs, l'économie de marché et d'autres valeurs fondamentales de la société démocratique moderne.
La constitution a été amendée 32 fois, en 1992, en 2001 (à la suite des accords d'Ohrid), en 2003, en 2005, en 2009 et en 2011.
Le texte contient un préambule et il est divisé en plusieurs chapitres :
- Dispositions de base
- Libertés fondamentales et droits de l'homme et du citoyen
- Organisation de gouvernement de l'État
- Cour constitutionnelle de Macédoine
- Gouvernement local
- Relations internationales
- Défense de la République, militaire et d'urgence
- Amendement de la constitution
- Dispositions transitoires et finales

L'article 8, paragraphe 1 définit les valeurs fondamentales de la république de Macédoine du Nord
- Les droits et libertés fondamentaux de l'homme et du citoyen reconnus en droit international
- La liberté d'expression de l'appartenance nationale. Une représentation équitable des citoyens appartenant à toutes les communautés dans le gouvernement de l'État et d'autres institutions publiques à tous les niveaux
- Primauté du droit
- Séparation des pouvoirs législatif, exécutif et judiciaire
- Le pluralisme politique et des élections libres, directes et démocratiques
- La protection juridique de la propriété
- Marché libre et l'esprit d'entreprise
- L'humanisme, la justice sociale et de solidarité
- Gouvernement local
- La réglementation et l'humanisation de l'espace et la protection et l'amélioration de l'environnement et la nature en respectant les normes généralement reconnues du droit international.

## Constitutions antérieures
La première constitution macédonienne est adoptée le 31 décembre 1946 et établit la république populaire de Macédoine en tant qu'entité de la république fédérale socialiste de Yougoslavie. Elle insiste sur le droit à l’auto-détermination du peuple macédonien et leur choix de faire partie de la fédération yougoslave. Elle instaure un régime socialiste et pose l'organisation de la république.
La deuxième constitution est proclamée le 24 février 1974 et entérine le changement de nom de la république, qui change le terme « populaire » contre celui de « socialiste ».